# Elveszett (film)
Az Elveszett (eredeti cím: Gone) 2012-ben bemutatott amerikai misztikus filmthriller, melyet Allison Burnett forgatókönyvéből Heitor Dhalia rendezett. A főszerepben Amanda Seyfried látható. Ez volt az utolsó film, amelyet a Summit Entertainment kiadott a mozikban, mielőtt a Lions Gate Entertainment átvette volna a forgalmazást. 
Az Amerikai Egyesült Államokban 2012. február 24-én mutatták be. Magyarországon 2012. április 12-én jelent meg a Big Bang Media jóvoltából. Általánosságban negatív értékeléseket kapott a kritikusoktól, bevételi szempontból pedig nem teljesített jól.

## Cselekmény
Mióta szüleik néhány hónapon belül elhunytak, a fiatal Jill a húgával, Mollyval él az oregoni Portlandben. Szüleik halála óta Jill pszichoterápiás kezelés alatt állt, amely magában foglalta a gyógyszeres kezelést is. Molly főiskolán tanul üzleti szakon. 
Jillt elrabolja egy brutális sorozatgyilkos, aki a város leghíresebb parkjában, az 5100 hektáros Forest Parkban elrejtett mély gödörbe zárja. Jill emberi csontokat talál a cellájában. Ezekkel sikerül megsebesítenie fogvatartóját (egy törött csonttal, amelyet egy korábban meggyilkolt nőtől vett el), és sikerül megszöknie. A rendőrség nem hisz Jillnek, akit nyomozás ehelyett pszichiátriai kezelésnek vetnek alá.
Egy évvel később Jill pincérnőként dolgozik egy helyi étteremben az éjszakai műszakban. Ő és barátnője, Sharon Ames egy törzsvendéget szolgálnak ki. A műszakból hazaérve Jill felfedezi, hogy Molly eltűnt. Molly barátja, Billy nem hallott felőle. Jillt elfogja a pánik, és meg van győződve róla, hogy a szörny visszatért és elrabolta Mollyt.
Ray Bozeman hadnagy, Powers őrmester és Erica Lonsdale nyomozó elutasítják a lány segítségkérését, és nem hisznek neki, mivel a rendőrség az intenzív keresés ellenére sem találta meg a nők holttestét. Peter Hood nyomozó azonban elhiszi, amit a lány mond.
Jill a szomszédoktól kérdezősködik, és megtudja, hogy éjszaka egy furgon parkolt a ház előtt. Felkutatja a céget, amelynek a furgon a tulajdonában van, és sikerül beszélnie a tulajdonossal, Henry Massey-vel és annak fiával, Nickkel. Amikor Nick azt állítja, hogy nem tud semmiről, Jill nem hisz neki, átkutatja a furgont, ahol egy barkácsboltból származó holmikat talál. Hogy több információt szerezzen, fegyverrel fenyegeti meg Nicket, aki a kényszer hatására elárulja neki, hogy egy „Wanga” nevű idegennek adta bérbe a furgont éjszakára.
Ekkor a rendőrséget riasztják, hogy Jill potenciális veszélyt jelent, mert a feltételezések szerint zavart elméjű és fegyvere van. 
Jill eljut a barkácsboltba, ahol megtudja, hogy Wanga valódi neve Jim LaPointe. A boltostól megtudja annak a szállodának a nevét is, ahol Jimnek tartózkodnia kellene. A körözött Jill a szállodába megy, és betör LaPointe szobájába, ahol különböző kínzóeszközöket és egy csomag gyufát talál az étteremből, ahol dolgozik. Ekkor döbben rá, hogy LaPointe a gyilkos, és hogy ő, ahogyan azt mindenki el akarta hitetni vele, nem őrült.
Jill elmegy Sharonhoz, egy barátnőjéhez, és megtudja, hogy LaPointe törzsvendég az étteremben. Tőle Jill megkapja LaPointe telefonszámát. Miután kölcsönkéri Sharon autóját, Jill felhívja LaPointe-ot, aki megbeszéli vele, hogy találkozzanak egy elhagyatott helyen a Forest Parkban. 
Közben Molly felébred, és sikerül elszakítania a ragasztószalagot, amely megkötözve tartotta. Valaki elkábította, megkötözte és elrejtette a házuk hátsó udvarán. A rendőrség kihallgatja.
Jill megérkezik az erdőbe, ahol már nincs térerő. Felismeri a lyukat a földben, és megtalálja Jim többi áldozatának fényképeit. Hamar rájön, hogy Jim csapdába csalta: ő ismét a mély gödörbe kerül. Jim elárulja, hogy ő a felelős Molly eltűnéséért, és az elrablását csak azért követte el, hogy Jillt a környékre csalogassa. 
Jill, aki elrablása után intenzíven gyakorolta a harcművészeteket, egy revolvert tart magánál, amivel lelövi a férfit. A haldokló Jim elmondja neki, hol hagyta Mollyt. Jill leönti őt kerozinnal, és élve elégeti. Ő a dulakodásban csak kisebb sebesüléseket szenved. 
Otthon Jill újra megöleli a húgát, és a elmondja neki, hogy megölte elrablójukat, LaPointe-ot. 
A rendőrség, amely most már hisz Jillnek, meg akarja tudni tőle Jim tartózkodási helyét. Jill csak tömören tájékoztatja őket, hogy igazuk volt. Mentális problémái voltak, és nem találkozott senkivel. Később névtelenül elküldi egy nyomozótisztnek a gödör térképen bejelölt helyét és a gödör közelében talált áldozatok fényképeit.

## Szereplők
| Szerep                  | Színész            | Magyar hang     |
| ----------------------- | ------------------ | --------------- |
| Jill Conway             | Amanda Seyfried    | Földes Eszter   |
| Peter Hood nyomozó      | Wes Bentley        | Varju Kálmán    |
| Billy                   | Sebastian Stan     | Joó Gábor       |
| Powers őrmester         | Daniel Sunjata     | Welker Gábor    |
| Sharon Ames             | Jennifer Carpenter |                 |
| M. Miller               | Nick Searcy        |                 |
| Jim LaPointe            | Socratis Otto      | Sarádi Zsolt    |
| Molly Conway, Jill húga | Emily Wickersham   |                 |
| Nick Massey             | Joel David Moore   |                 |
| Erica Lonsdale nyomozó  | Katherine Moennig  |                 |
| Ray Bozeman hadnagy     | Michael Paré       | Törköly Levente |
| Henry Massey            | Ted Rooney         |                 |
| Tanya Muslin            | Amy Lawhorn        |                 |
| Dr. Mira Anders         | Susan Hess         |                 |
| Mrs. Cermak             | Jeanine Jackson    |                 |
| Trey                    | Hunter Parrish     |                 |
| Jock                    | Jordan Fry         |                 |

## Fogadtatás

### Bevételi adatok
Észak-Amerikában 11 682 205, a többi területen 8 085 330 dolláros bevételt ért el, így világszerte összesen 19 767 535 dollárt termelt.

## Fordítás
- Ez a szócikk részben vagy egészben  a   Gone (2012 film) című angol Wikipédia-szócikk fordításán alapul.  Az eredeti cikk szerkesztőit annak laptörténete sorolja fel. Ez a jelzés csupán a megfogalmazás eredetét és a szerzői jogokat jelzi, nem szolgál a cikkben szereplő információk forrásmegjelöléseként.
- Ez a szócikk részben vagy egészben  a   Gone (film 2012) című olasz Wikipédia-szócikk fordításán alapul.  Az eredeti cikk szerkesztőit annak laptörténete sorolja fel. Ez a jelzés csupán a megfogalmazás eredetét és a szerzői jogokat jelzi, nem szolgál a cikkben szereplő információk forrásmegjelöléseként.
- Ez a szócikk részben vagy egészben  a   Gone (2012) című német Wikipédia-szócikk fordításán alapul.  Az eredeti cikk szerkesztőit annak laptörténete sorolja fel. Ez a jelzés csupán a megfogalmazás eredetét és a szerzői jogokat jelzi, nem szolgál a cikkben szereplő információk forrásmegjelöléseként.